# Zwischenfall auf Hügel 192
Als Zwischenfall auf Hügel 192 wurde ein von Angehörigen der US-amerikanischen Streitkräfte während des Vietnamkrieges begangenes Kriegsverbrechen bekannt. Es handelt sich dabei um die Entführung, Gruppenvergewaltigung und Ermordung der vietnamesischen Zivilistin Phan Thị Mào am 18. und 19. November 1966.

## Ablauf
Die Tat wurde in der südvietnamesischen Region Bình Định begangen.
Am 16. November 1966 wurde ein Trupp Soldaten der 1st Cavalry Division, bestehend aus Sergeant David Edward Gervase, Private First Class Steven Cabbot Thomas, den Cousins Privates First Class Cipriano S. Garcia und Joseph C. Garcia sowie Private First Class Robert M. Storeby zu einer fünftägigen, gefährlichen Aufklärungsmission um den sogenannten „Hügel 192“ eingeteilt, wo ausgedehnte Tunnelsysteme des Vietcong vermutet wurden. Am 17. November verkündete Sergeant Gervase gegenüber seinem Trupp den Plan, dabei eine „junge hübsche Frau“ aus der Umgebung zu entführen und zu vergewaltigen, „um die Moral zu heben“. Die Patrouille begann am 18. November 1966. In dem kleinen Dorf Cát Tường begannen Gervase und Thomas Häuser nach einem Opfer zu durchsuchen, bis sie in einem Haus die 21-jährige Phan Thị Mào fanden. Gervase und Thomas fesselten ihre Handgelenke mit einem Seil, knebelten sie und entführten sie gewaltsam. In einem abgelegenen Tal brachte der Trupp die Frau in eine verlassene Holzhütte, wo Gervase, Thomas und die beiden Garcias sie als Gruppe vergewaltigten. Nur Storeby, der schon zu Anfang Bedenken bezüglich der Aktion geäußert hatte, weigerte sich, an der Vergewaltigung teilzunehmen. Am Morgen des 19. November äußerten Gervase und Thomas die Absicht, ihr Opfer zu beseitigen. Da sie Storeby, der eine Beteiligung an der Vergewaltigung abgelehnt hatte, als Risiko erkannten, bedrängten sie ihn, die Frau zu töten, um ihn in die Tat zu verwickeln. Für den Fall der Weigerung drohten sie ihm damit, ihn umzubringen und bei ihrer Rückkehr als „im Kampf gefallen“ zu melden. Storeby weigerte sich und auch die beiden Garcias lehnten die Ausführung des Mordes ab, so dass sich schließlich Thomas dazu bereit erklärte. Es wurde verabredet, die Frau zu einer Schlucht auf dem Hügel 192 mitzunehmen, in der man ihre Leiche leicht beseitigen könne. Auf dem Weg dorthin kam es zu einer überraschenden Konfrontation mit einem kleinen Trupp des Vietcong, aus der ein kurzer Schusswechsel entstand. Gervase forderte Unterstützung durch Kampfhubschrauber an. Da die Anwesenheit der Frau gegenüber den Unterstützungskräften nicht zu erklären gewesen wäre, beschlossen Gervase und Thomas bei Annäherung der Hubschrauber, sie jetzt zu töten. Thomas zerrte die verletzte und wehrlose Phan Thị Mào in ein Unterholz, wo er sie mit einem Jagdmesser niederstach und, als sie schwer verletzt zu entkommen versuchte, mit Schüssen in den Kopf ermordete.

## Aufklärung
Die nachfolgenden Kampfhandlungen mit den Vietcong-Kämpfern erzwangen einen vorläufigen Abbruch der Patrouille. Nach der Rückkehr zum Stützpunkt informierte Robert M. Storeby unverzüglich seine Vorgesetzten über den Vorfall. Sein Zugführer zog ihn zu seinem Schutz von dem Aufklärungstrupp ab, riet ihm jedoch, die Angelegenheit nicht weiter zu verfolgen. Er informierte den Kompaniechef, der allerdings auch schon von Storeby in Kenntnis gesetzt worden und sich über die Schwere des Vorfalls im Klaren war. Der Kompaniechef drohte den Tätern mit Strafverfahren und versetzte sie in andere Einheiten. Auch Storeby wurde mit seinem Einverständnis zur Divisionsbasis versetzt. Auf wiederholte Nachfrage über das weitere Vorgehen wurde Storeby vertröstet. Schließlich eröffnete ihm der Kompaniechef, dass er ein Vorgehen gegen die Täter für unzweckmäßig halte, da diese erfahrungsgemäß, wenn überhaupt, nur mit sehr geringen Strafen zu rechnen hätten. Dagegen sei das Potenzial für einen Skandal überproportional groß. Als Storeby erkannte, dass er sich nicht gegen die Armeehierarchie würde durchsetzen können, vertraute er sich einem Militärgeistlichen an, der unmittelbar die Criminal Investigation Division verständigte und so die Ermittlungen in Gang brachte. Die Schwester von Phan Thị Mào identifizierte die Leiche an dem Ort, an dem sie ermordet worden war.
Nach Angaben von Storeby hatte Gervase die Vergewaltigung eingeleitet und als erster begangen, während Thomas durch ein Loch in der Wand der Hütte zusah. Ihm folgte Thomas nach, der sich brüstete, dem Opfer während der Tat zusätzlich noch sein Messer an den Hals gehalten zu haben. Als Storeby sich weigerte, sich zu beteiligen, sei er von Gervase als „Schwuchtel“ und „Angsthase“ beschimpft worden. Gervase habe Storeby außerdem indirekt mit dem Tod bedroht. Ein weiterer Täter, einer der Garcia-Cousins, sagte vor Gericht aus, er habe sich nicht Gervases Spott und Zorn aussetzen und riskieren wollen, als Außenseiter dazustehen. Nur deswegen habe er sich zur Teilnahme an der Tat entschlossen.

## Urteile
Im März und April 1967 wurden die Soldaten vor einem Militärgericht angeklagt. Steven Cabbot Thomas, dem die Todesstrafe drohte, wurde in erster Instanz wegen Mordes (premeditated murder) und Vergewaltigung zu einer lebenslangen Freiheitsstrafe verurteilt. David Edward Gervase wurde wegen Mordes (unpremeditated murder), nicht jedoch wegen Vergewaltigung, zu einer Haftstrafe von zehn Jahren verurteilt. Die Urteile wurden von dem Divisionskommandeur, Major General John J. Tolson, bestätigt. Joseph Garcia wurde zu fünfzehn und Cipriano Garcia zu acht Jahren Haft verurteilt. Die verurteilten Soldaten wurden unehrenhaft aus der Armee entlassen. Jedoch wurde Gervase bereits am 9. August 1969 und Thomas am 18. Juni 1970 wieder auf Bewährung aus der Haft entlassen. Die Urteile gegen die beiden Garcias wurden wegen eines Verfahrensfehlers aufgehoben. In einem erneuten Verfahren wurde Joseph Garcia für unschuldig erklärt und freigesprochen. Sein Cousin Cipriano Garcia erklärte sich im zweiten Strafverfahren gegen ihn für schuldig. Er wurde zu vier Jahren Haft verurteilt, die Strafe wurde später auf 22 Monate reduziert. Damit hatte Garcia mehr Zeit in Haft verbracht, als das Urteil letzten Endes festlegte. Er wurde daher unverzüglich aus der Haft entlassen und wieder formell in die Armee aufgenommen.

## Weiteres
Storeby wurde im April 1968 ehrenhaft aus der Armee entlassen. Er erhielt von seinem Divisionskommandeur John J. Tolson eine Belobigung für seinen Mut und seine Standhaftigkeit in den kritischen Monaten des Prozesses.

## Rezeption
Der Vorfall wurde von dem Autor Daniel Lang im Jahr 1969 mit veränderten Namen in einem Artikel des Magazins The New Yorker beschrieben. Lang veröffentlichte auch ein Buch über den Vorfall.
Im Jahr 1970 kam der deutsche Spielfilm o.k., der das Ereignis behandelt, in die Kinos. 1989 erschien der Film Die Verdammten des Krieges, der weitgehend auf dem Vorfall basiert.